# Liste der Weihbischöfe in Schwerin
Die folgenden Personen waren als Weihbischöfe im Bistum Schwerin tätig:
| Bild/Siegel | Name                                      | von                   | bis                      | Titularbistum                                                          | Anmerkungen                                                                                        |
| ----------- | ----------------------------------------- | --------------------- | ------------------------ | ---------------------------------------------------------------------- | -------------------------------------------------------------------------------------------------- |
|             | Ludolf von Schladen                       | 1270                  | 1289                     | zurückgetretener Bischof von Halberstadt, da vom Papst nicht anerkannt | Bruder des Schweriner Diözesanbischofs Hermann I. von Schladen                                     |
|             | Ludwig de Foro (Ludwig von dem Markte) OP | 1354                  | 1391                     | Phocaea                                                                | auch Weihbischof in Münster                                                                        |
|             | Goswinus Grope OP                         | 1359                  | nach 1368                | Evelone (Titularbistum Aulon?)                                         | vorher Prior des Dominikanerklosters in Lübeck und als Weihbischof im Cammin                       |
|             | Johannes OP                               | 1374                  | nach 1390                | Tauris                                                                 | auch Weihbischof in Cammin                                                                         |
|             | Johannes (von Schwerin)                   | vor 1393              | nach 1412                | Laodicea                                                               | 1410 als Weihbischof des Bischofs von Roskilde bezeugt; 1412 als Weihbischof des Bischofs von Lund |
|             | Johannes Zatow OFM                        | 1394                  | 1395                     | Christopolis                                                           | nur ein Jahr im Amt                                                                                |
|             | Jacobus (von Schwerin)                    | vor 1396              | vor dem 11. Februar 1411 | Constantia                                                             | |
|             | Heinrich Wesenborch OFM                   | vor dem 30. März 1402 | nach 1421                | Daria                                                                  | ab 1408 auch als Vorsteher des Klosters Rühn bezeichnet                                            |
|             | Heinrich Woggersin OESA                   | 1436                  | nach 1454                | Sebaste in Cilicia                                                     | bis ca. 1440 auch als Weihbischof im Bistum Cammin tätig                                           |
|             | Michael von Rentelen OP                   | 1462                  | 1473                     | Symbalon                                                               | Sohn eines Lübecker Ratsherrn, Mönch des Dominikanerklosters in Lübeck                             |
|             | Levinus Brunstorp OP                      | 1478                  | nach 1487                | Dionysias                                                              | auch im Bistum Halberstadt tätig                                                                   |
|             | Dietrich Huls OFM                         | 1516                  | 1528                     | Sebaste in Cilicia                                                     | ab 1507 Sebaste in Cilicia und Weihbischof in Bremen                                               |
|             | Magnus Haraldsson                         | 1542                  | um 1553                  | vertriebener Bischof von Skara                                         | erteilte 1550 Herzog Ulrich die niederen Weihen                                                    |

Die im 20. Jahrhundert und bis heute in Schwerin tätigen Weihbischöfe waren wechselnden Jurisdiktionen zugeordnet:
| Bild/Siegel | Name               | von  | bis  | Titularbistum | Anmerkungen                                                                                   |
| ----------- | ------------------ | ---- | ---- | ------------- | --------------------------------------------------------------------------------------------- |
|             | Bernhard Schräder  | 1959 | 1971 | Scyrus        | Weihbischof im Bistum Osnabrück                                                               |
|             | Heinrich Theissing | 1971 | 1987 | Mina          | ab 1973 Apostolischer Administrator                                                           |
|             | Norbert Werbs      | 1981 | 2015 | Amaura        | mit Errichtung des Erzbistums Hamburg 1995 Weihbischof und Bischofsvikar im Erzbistum Hamburg |